# Wonder en is gheen Wonder
Wonder en is gheen Wonder is een populairwetenschappelijk tijdschrift van de Vlaamse skeptische vereniging SKEPP. Het blad werd in 2000 opgericht door Tom Schoepen, die de eerste tien jaar tevens de functie van hoofdredacteur vervulde. Het tijdschrift verschijnt vier keer per jaar en richt zich op zowel pseudowetenschappelijke als wetenschapsfilosofische onderwerpen. De titel verwijst naar de toelichting van Simon Stevin op zijn clootcransbewijs: ook iets dat er vreemd uitziet kan een natuurlijke verklaring hebben. De ondertitel Tijdschrift voor wetenschap en rede is naar analogie van Skeptical Inquirer, het bekendste skeptische tijdschrift ter wereld dat wordt uitgegeven door het Committee for Skeptical Inquiry.
Samenstelling van de redactie anno 2016:
Kernredactie
- Bart Coenen (hoofdredacteur)
- Cliff Beeckman
- Johan Braeckman
- Tim Trachet
- Luc Vancampenhout
- Pieter Van Nuffel
- Wietse Wiels

Redactiecomité
- Wim Betz
- Stefaan Blancke
- Luc Bonneux
- Maarten Boudry
- Maxime Darge
- Geerdt Magiels
- Ronny Martens
- Marc Meuleman
- Pieter Peyskens
- Griet Vandermassen
- Frank Verhoft